# Лимузи
Ли́музи (фин. Liimosi) — деревня в составе Пениковского сельского поселения Ломоносовского района Ленинградской области.

## История
Первое картографическое упоминание — на карте Нотебургского лена П. Васандера, начерченной в 1699 году с оригинала первой трети XVII века — селение Lemusa.
На карте Ингерманландии А. И. Бергенгейма, составленной по шведским материалам 1676 года, упоминается как деревня Limusi.
На шведской «Генеральной карте провинции Ингерманландии» 1704 года — как Lemus.
Деревня обозначена на карте Санкт-Петербургской губернии 1792 года А. М. Вильбрехта как Ламузи.
Деревня являлась вотчиной императора Александра I, из которой в 1806—1807 годах были выставлены ратники Императорского батальона милиции.
На «Топографической карте окрестностей Санкт-Петербурга» Военно-топографического депо Главного штаба 1817 года упомянута деревня Лимуши из 10 дворов.
Деревня Лимузи из 13 дворов упоминается на «Топографической карте окрестностей Санкт-Петербурга» Ф. Ф. Шуберта 1831 года.

ЛИМУЗИ — деревня принадлежит государю великому князю Михаилу Павловичу, число жителей по ревизии: 30 м. п., 27 ж. п. (1838 год)

В пояснительном тексте к этнографической карте Санкт-Петербургской губернии П. И. Кёппена 1849 года она записана как деревня Liimois (Лимузи) и указано количество её жителей на 1848 год: эвремейсов — 30 м. п., 42 ж. п., всего 72 человека, а также ижоры — 1 человек м. п..

ЛИМУЗИ — деревня Ораниенбаумского дворцового правления, по просёлочной дороге, число дворов — 6, число душ — 28 м. п. (1856 год)

В 1860 году деревня Лемузи насчитывала 12 дворов.

ЛИМУЗИ (ЛЕМУЗИ) — деревня Ораниенбаумского дворцового ведомства при колодцах, по левую сторону приморского просёлочного тракта в 17 верстах от Петергофа, число дворов — 15, число жителей: 27 м. п., 38 ж. п. (1862 год)

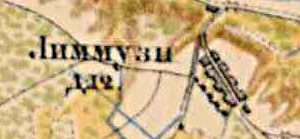
Деревня Лимузи на карте 1885 года

В 1885 году деревня называлась Лиммузи и насчитывала 12 дворов.
В конце XIX века деревня административно относилась к Ораниенбаумской волости 2-го стана Петергофского уезда Санкт-Петербургской губернии, в начале XX века — 3-го стана. По приходским данным население деревни было исключительно финским.
К 1913 году количество дворов увеличилось до 16.
С 1917 по 1922 год деревня входила в состав Дубровского сельсовета Ораниенбаумской волости Петергофского уезда.
С 1922 года в составе Броннинского сельсовета.
С 1923 года в составе Троцкого уезда.
Согласно данным переписи населения СССР 1926 года в деревне Лимузи Дубковского сельсовета проживали 134 человека — большинство финны, а также ижоры и одна русская семья.
С 1927 года в составе Ораниенбаумского района.
В 1928 году население деревни Лимузи также составляло 134 человека.
По данным 1933 года деревня называлась Лимузи и входила в состав Бронинского сельсовета Ораниенбаумского района.

План деревни Лимузи. 1939 год

Согласно топографической карте 1939 года деревня насчитывала 31 двор.
С 1963 года в составе Гатчинского района.
С 1965 года вновь в составе Ломоносовского района. В 1965 году население деревни Лимузи составляло 11 человек.
По данным 1966, 1973 и 1990 годов деревня Лимузи также входила в состав Бронинского сельсовета Ломоносовского района.
В советские времена в деревне располагался профилакторий завода «Красный химик».
В 1997 году в деревне Лимузи Бронинской волости проживали 6 человек, в 2002 году — 10 человек (русские — 80 %).
в 2007 году в деревне Лимузи Пениковского СП — 18 человек.

## География
Деревня расположена в северной части района на автодороге 41А-007 (Санкт-Петербург — Ручьи), к северо-западу от административного центра поселения.
Расстояние до административного центра поселения — 2,5 км.
Расстояние до ближайшей железнодорожной станции Бронка — 1,5 км.

## Демография
| 1862 | 2002 | 2007 | 2010 | 2017 |
| ---- | ---- | ---- | ---- | ---- |
| 65   | ↘10  | ↗18  | ↗22  | ↘14  |

## Известные уроженцы
- Хильма Ляхтинен (1921 г.р.) — мать губернатора Санкт-Петербурга В. А. Яковлева, ингерманландская финка[31], депортирована в Якутию в марте 1942 года.

## Улицы
Железнодорожная, Нагорная, Центральная.